# Engel Stadium
L'Engel Stadium est un stade de baseball, d'une capacité de 12 000 places, situé dans la ville de Chattanooga, dans l'État du Tennessee, aux États-Unis. Inauguré en 1930, il a été de 1930 à 1965 et de 1976 à 1999 le domicile des Lookouts de Chattanooga, club professionnel de baseball mineur évoluant Southern League. Il a également été, à l'époque de la ségrégation dans le baseball américain, le domicile de l'équipe noire des Choo-Choos de Chattanooga.
Le stade est protégé depuis 2009 au niveau fédéral en tant que monument historique au Registre national des lieux historiques.
Le film américain 42, retraçant le parcours de l'afro-américain Jackie Robinson, a en partie été tourné dans le stade.